# Cycnia sciurus
Cycnia sciurus là một loài bướm đêm thuộc phân họ Arctiinae, họ Erebidae.